# Vlag van de Duitse Democratische Republiek

Vlag van de internationale arbeidersbeweging

Vlag van de Nationale Volksarmee

De vlag van de Duitse Democratische Republiek werd in 1949 aangenomen en was een horizontale zwart-rood-gouden driekleur. In 1959 werd het wapen van de DDR in het midden van de vlag geplaatst; in juni 1990 werd dat er weer uitgehaald. Vier maanden later verdween de Duitse Democratische Republiek in de geschiedenisboeken. Vanaf openbare gebouwen, bij officiële gelegenheden en op staatsfeestdagen liet men naast de DDR-vlag ook de rode vlag van de internationale arbeidersbeweging wapperen.

## Symboliek
De zwart-rood-gouden driekleur wordt sinds het begin van de 19e eeuw gezien als een symbool van Duitse eenheid. Het was van 1848 tot 1866 de vlag van de Duitse Bond en tussen 1919 en 1933 de vlag van de Weimarrepubliek.
Het DDR-wapen in de vlag van 1959 toont een hamer en passer omringd door rogge. De hamer in het DDR-wapen symboliseerde de arbeiders in de fabrieken en is een deel van het communistische symbool van de hamer en sikkel. De passer verwees naar de intelligentsia en de ring van rogge naar de boeren.

## Geschiedenis

### De eerste DDR-vlag
In de Sovjet-bezettingszone sprak men zich op het tweede Volkscongres van 1948, dat gehouden werd ter herdenking van de Maartrevolutie van 1848, uit over de aanname van een nieuwe vlag. Men had drie opties: een rode, een zwart-wit-rode en een zwart-rood-gouden. Het idee om een geheel rode vlag te voeren werd snel verworpen. Als symbool van het communisme en de internationale arbeidersbeweging was deze vlag niet geliefd bij de middenklasse. De zwart-rood-gouden vlag werd afgewezen omdat deze, vooral volgens het idee van de Sovjet-bezetters, te veel zou herinneren aan de economische malaise van de Weimarrepubliek. Zo bleef het Schwarz-Weiß-Rot over. Deze vlag werd sinds 1943 door het Nationalkomitee Freies Deutschland gebruikt en was eerder de vlag van de Noord-Duitse Bond, het Duitse Keizerrijk en (gedurende twee jaar) nazi-Duitsland.
Op het derde Volkscongres in 1949 werd echter op verzoek van Friedrich Ebert jr., de door de Sovjets benoemde burgemeester van Berlijn net als in West-Duitsland ook in Oost-Duitsland de zwart-rood-gouden vlag aangenomen. Op 30 mei 1949 stemde men met dit ontwerp tot wet, die vanaf 7 oktober dat jaar van kracht werd.
Zo voerde de DDR in de eerste jaren van haar bestaan dezelfde vlag als de Bondsrepubliek. De kleurenspecificaties van het rood en goud in de DDR-vlag waren overigens iets anders dan die van de vlag van haar westerbuur.

### De tweede DDR-vlag en de ontwikkelingen in de jaren zestig en zeventig
De Duitse Democratische Republiek plaatste door middel van de Flaggengesetz van 1 oktober 1959 haar embleem – graankrans met hamer en passer – in het midden van de vlag. Dit gebeurde om de vlag makkelijker te kunnen onderscheiden van de vlag van de Bondsrepubliek; de Arbeiter- und Bauernstaat ('arbeiders- en boerenstaat') moest niet dezelfde vlag voeren als de regering in Bonn en de soldaten van de Nationale Volksarmee zouden hun eed niet op dezelfde vlag moeten afleggen als de soldaten van de Bundeswehr.
Met de invoering van de nieuwe vlag in 1959 werd ook een nieuwe handelsvlag ingevoerd. Voorheen gebruikte men de zwart-rood-gouden vlag ook als handelsvlag. Bij de nieuwe handelsvlag bevond het staatswapen zich in de linkerbovenhoek en werd het iets kleiner weergegeven dan op de nationale vlag. In 1973 werd deze handelsvlag weer afgeschaft en door de gewone DDR-vlag vervangen.
Het openlijke vertoon van de DDR-vlag werd tot het einde van de jaren zestig in de Bondsrepubliek en West-Berlijn als schending van de grondwet en van de openbare orde gezien en daarom door de politie tegengegaan. Bij het hijsen van de DDR-vlag in het buitenland, kwam er steevast protest van de Bondsrepubliek. Dit paste in de heersende Hallsteindoctrine. Pas op 22 juli 1969 schafte het de regering van Willy Brandt dit beleid af, in het kader van Brandts Ostpolitik.
Wegens onvoldoende internationale erkenning van de DDR, werden tot 1968 gemengde teams van Oost- en West-Duitsland naar internationale sportwedstrijden zoals de Olympische Spelen gestuurd. Het Olympisch Comité van de DDR weigerde na het invoeren van de nieuwe DDR-vlag onder de oude vlag (die ook in de Bondsrepubliek werd gebruikt) te spelen en het Olympisch Comité van de Bondsrepubliek trachtte geen veranderingen aan de zwart-rood-gouden vlag door te voeren. Uiteindelijk zette men in 1960 op de rode baan het Olympische vijf-ringensymbool in het wit. Vanaf de Olympische Spelen van 1972 nam de DDR apart deel onder de eigen vlag.

### Na de Wende
Na die Wende van 1989 in de DDR, pleitte de werkgroep Neue Verfassung der DDR voor — zoals de naam al zegt — een nieuwe DDR-grondwet. Daarin werd een nieuwe vlag voorgesteld. Deze moest weer zwart-rood-goud gestreept zijn, maar in plaats van het wapen moest het nieuwe motto Schwerter zu Pflugscharen in het midden van de vlag komen te staan. Deze nieuwe grondwet moet gezien worden in de bij de DDR-oppositie heersende overtuiging dat de DDR moest worden hervormd en niet worden geïntegreerd in de Bondsrepubliek. Pas vanaf eind november 1989 was de oppositie onder druk van de bevolking akkoord met een hereniging met West-Duitsland. Van het idee van de werkgroep Neue Verfassung der DDR kwam wegens de aanstaande hereniging niets terecht.
Op 3 oktober 1990 kwam de Duitse hereniging tot stand en werd de DDR door de Bondsrepubliek Duitsland geabsorbeerd. In juni 1990 nam de DDR al, vooruitlopend op de eenwording, de huidige vlag van Duitsland aan, die ook sinds 1949 de vlag van de Bondsrepubliek was. Sinds de Duitse eenwording is die vlag de vlag van het verenigde Duitsland.
De DDR-vlag blijft controversieel. Sommige fans van voetbalclubs uit het vroegere Oost-Duitsland vinden het leuk om de DDR-vlag in het stadion te hangen, waarna fans uit het Westen negatief reageren. In sommige stadions is de vlag daarom verboden.

Vlag van Oost-Berlijn, 1956-1990

In 2004 werd een poging van een Duitse zakenman om het DDR-wapen als handelsmerk vast te leggen verboden. De reden voor dit verbod was dat het wapen een algemeen symbool is, bijvoorbeeld om de regionale eigenheid van goederen en diensten te tonen.